# Соляная шахта (Величка)
Соляная шахта в Величке — месторождение каменной соли в городе Величка, Польша, которое разрабатывалось с XIII по XX века. Шахта отражает развитие методов и технологий добычи соли на протяжении семи столетий. Она представляет собой коридоры и галереи на семи подземных уровнях на глубине от 57 м до 198 м общей протяжённостью более 200 км.
С 1978 года соляная шахта входит в список объектов Всемирного наследия ЮНЕСКО.

## История

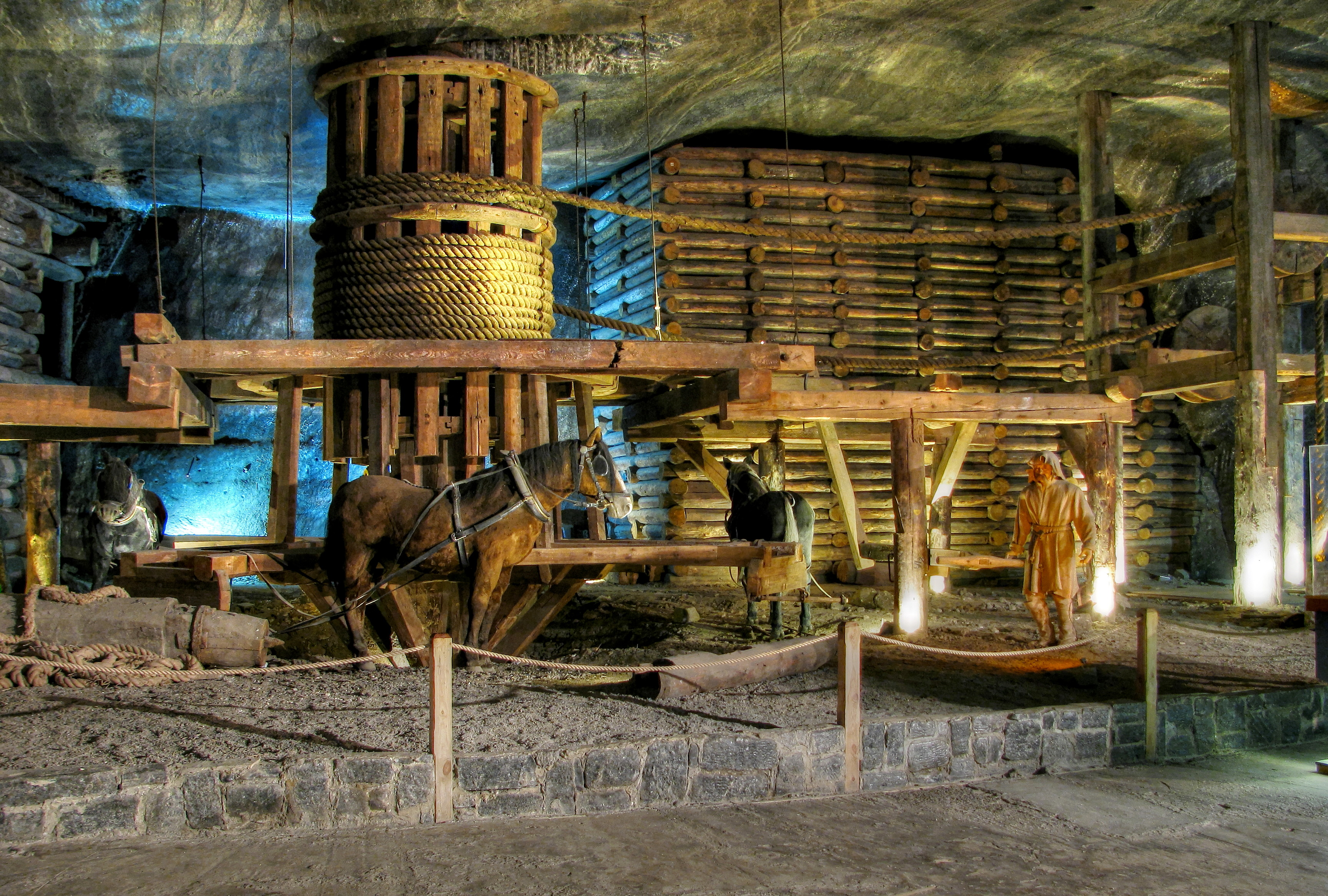
Деревянные вороты на лошадиной тяге

Месторождение соли в Величке образовалось около 15 миллионов лет назад и относится к миоценской формации. Оно представляет собой полосу длиной 10 км и шириной от 0,5 до 1,5 км, пролегающую с востока на запад вдоль северной границы Карпат.
Ещё в 1044 году Казимир I Восстановитель выдал привилегию соляным копям в Величке, назвав их «magnum sal alias Wieliczka». В XIV веке добыча соли и подземная транспортировка осуществлялись вручную, а подъём соли из шахты — при помощи специальных валов. В следующем веке валы сменил ворот — горизонтальные колёса, толкаемые по кругу людьми, а затем и лошадьми. Механизация добычи увеличила объёмы производства и прибыли, в это время началось углубление шахт.

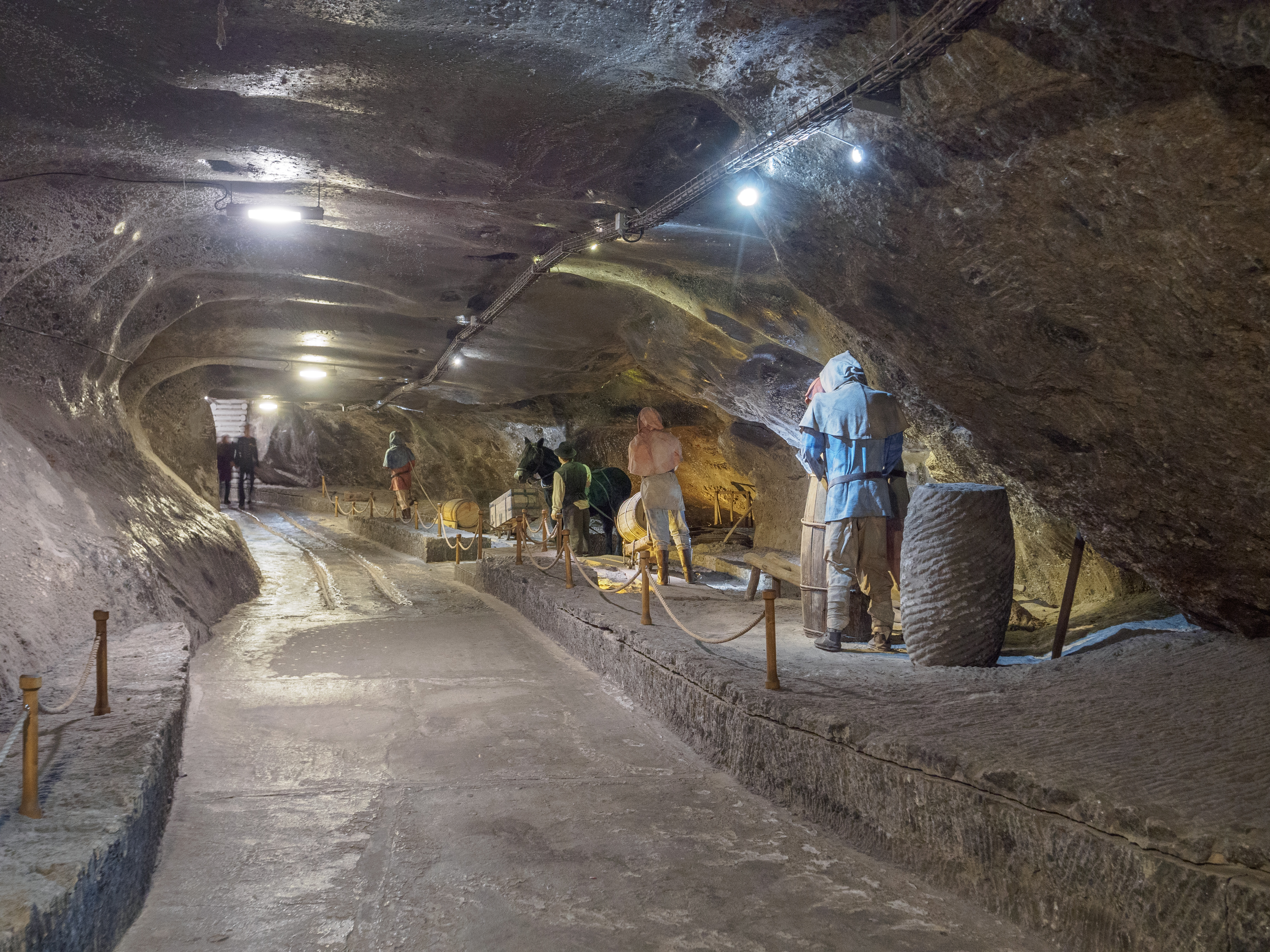
Старые коридоры шахты

Раздел Польши и приход австрийцев в 1772 году положил конец королевской монополии на добычу соли. Австрийские мастера горного дела механизировали подземные работы: ручные дрели заменили на пневматические. Была построена соляная мельница и паровая подъёмная машина. В 1912 году была построена механизированная солеварня. Во время немецкой оккупации были попытки строительства подземного города по производству военной техники.
Работы на шахте были прекращены во второй половине XX века, когда эксплуатация районов вблизи исторических выработок стала причиной разрушения туристических маршрутов. В конце 1950-х годов были начаты первые работы по обеспечению безопасности копей.
Ещё в XVI веке были замечены лечебные свойства соли. Их активное использование началось в 1826 году, когда началось лечение солевыми ваннами. С 1939 по 1955 годы доктор Феликс Бочковский лечил от 36 болезней в основанных им купальнях. Лечебная деятельность вернулась в шахты в 1958 году по инициативе доктора Мечислава Скулимовского, который лечил бронхиальную астму, воспаление бронхов и аллергический насморк. Основанный им санаторий действует до сих пор.

## Туризм

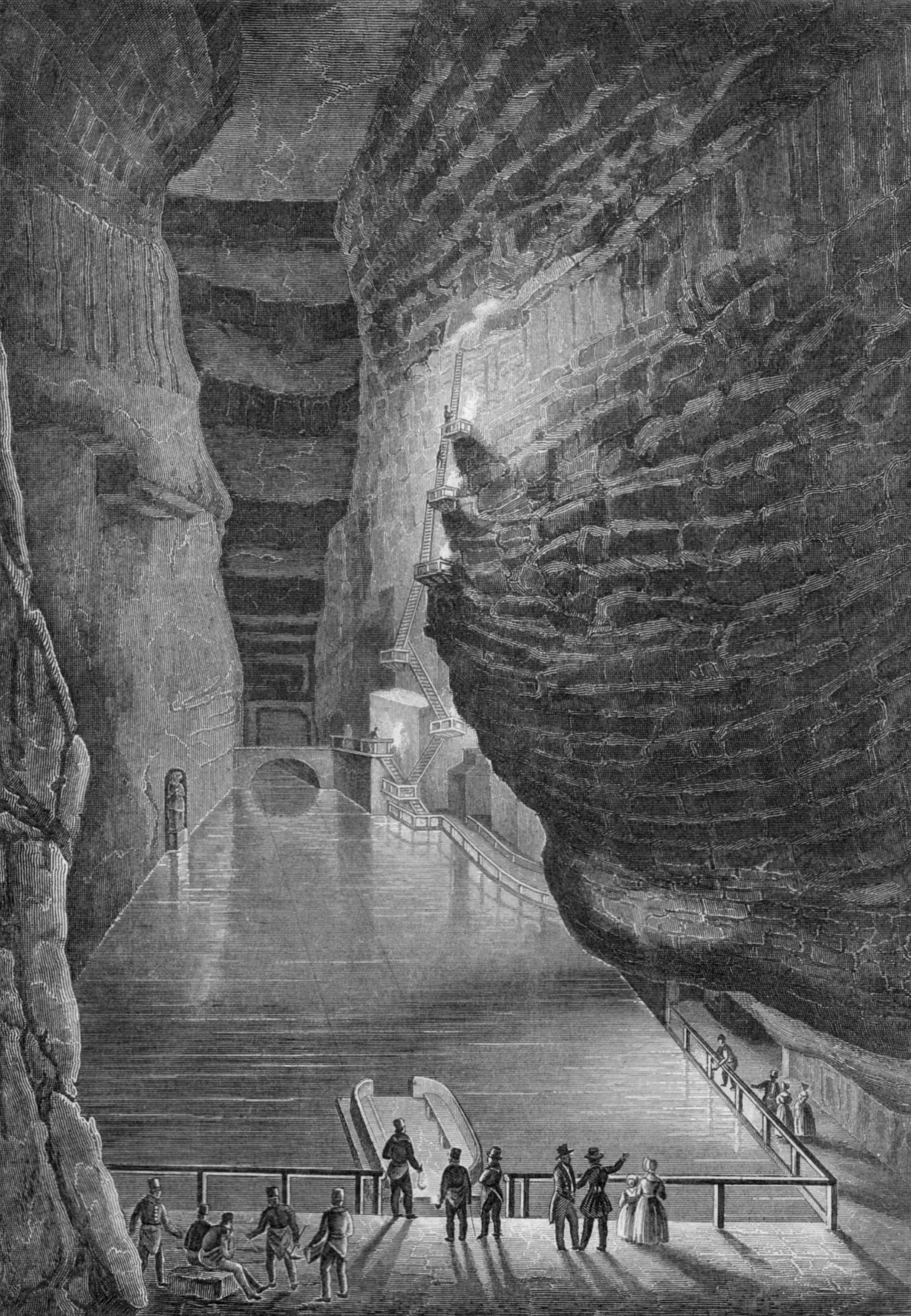
Гравюра 1842 года

В XV веке соляную шахту в Величке начали показывать привилегированным особам в познавательных целях. До конца XVI века туризм оставался элитарным, посетить горные выработки можно было только с разрешения короля. Вот как описывает копи Жан Хоиснин, посетивший их в 1572 году вместе с посланниками короля Франции: «место в которое полчаса спускаться нужно, в больших и мощных подъёмниках, выдерживающих вес 50 человек. Внизу можно увидеть огромные пещеры, вырытые в соляных скалах, как улицы города».
В XVIII веке был сооружён ствол шахты со ступенями, что значительно упростило условия осмотра копей. В конце XVIII века шахту ежемесячно посещало несколько десятков человек, а в начале XIX века число туристов достигало нескольких сотен. Австрийцы увеличили количество туристических интерьеров копей, открыли доступ на второй и третий уровни. Трасса была хорошо освещена, обставлена обелисками и памятниками. Копи стали настолько популярны, что учебник по географии конца XIX века после подробного описания Велички делал добавление о том, что рядом находится город Краков.
В начале XX века существовали определённые условия по количеству принимаемых туристов — не более 100 человек одновременно. Цена посещения зависела от освещённости маршрута — четыре класса. Туристов встречал горный оркестр. Кроме того, существовала возможность сделать групповой фотоснимок.
В послевоенные годы количество туристов продолжало расти. В середине 1950-х годов шахту посещало около 200 тысяч человек ежегодно, в первой половине 1970-х — 750 тысяч человек, а после кризиса 1981 года — 600 тысяч человек. За это время были отремонтированы шахты и туристические камеры, построены центры по продаже сувениров.

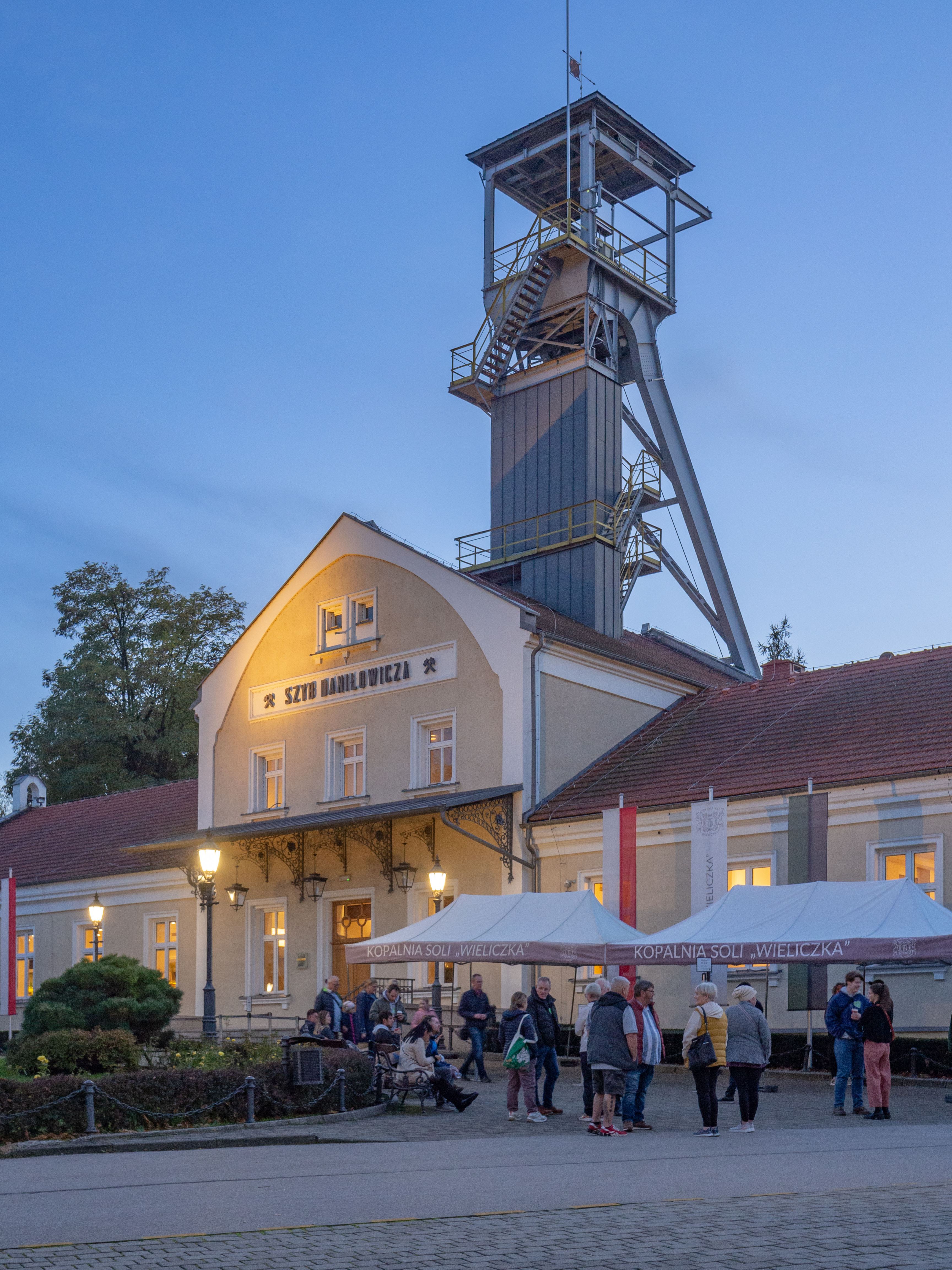
Надшахтное строение ствола Даниловича

В 1978 году ЮНЕСКО внесла соляную шахту в список объектов всемирного наследия. Проблемы с влажностью заставили организацию в 1989 году поместить шахту в список объектов под угрозой уничтожения. Успешные работы по уменьшению влажности и сохранению соляных скульптур позволили ЮНЕСКО исключить объект из последнего списка в 1998 году.

## Достопримечательности

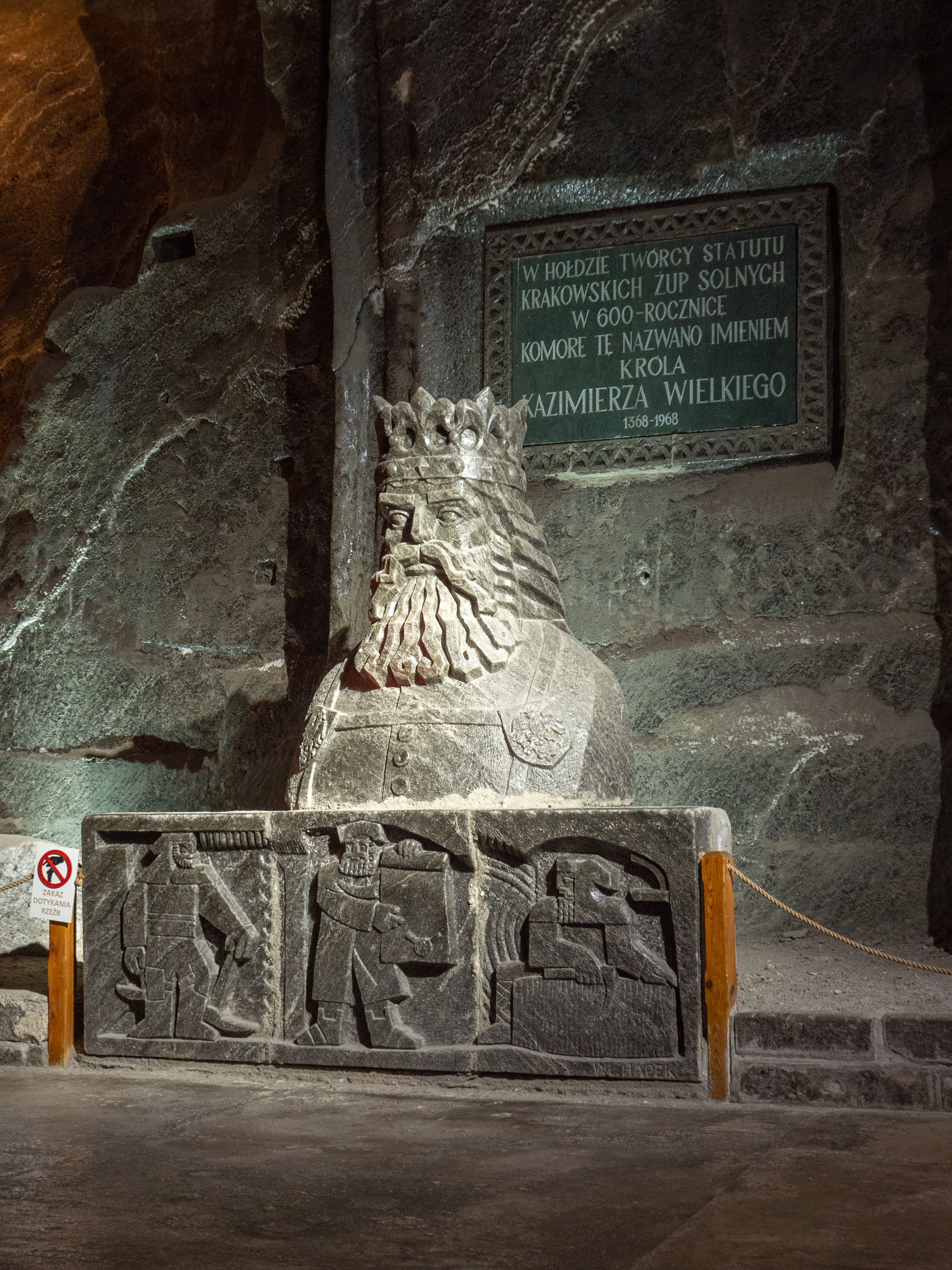
Памятник Казимиру Великому

Туристические маршруты включают около двадцати различных камер и часовен, расположенных в соляной шахте.
Шахтный ствол Даниловича был прорублен в 1635—1640 годах, когда копями управлял Николай Данилович. Ствол долгое время служил для транспортировки соли на поверхность. С XIX века по стволу осуществлялась транспортировка рабочих и туристов. Деревянное надшахтное строение в 1874 году сменилось каменным, а конный привод для подъёмников — сначала паровой машиной, а после второй мировой войны — электрической подъемной машиной.

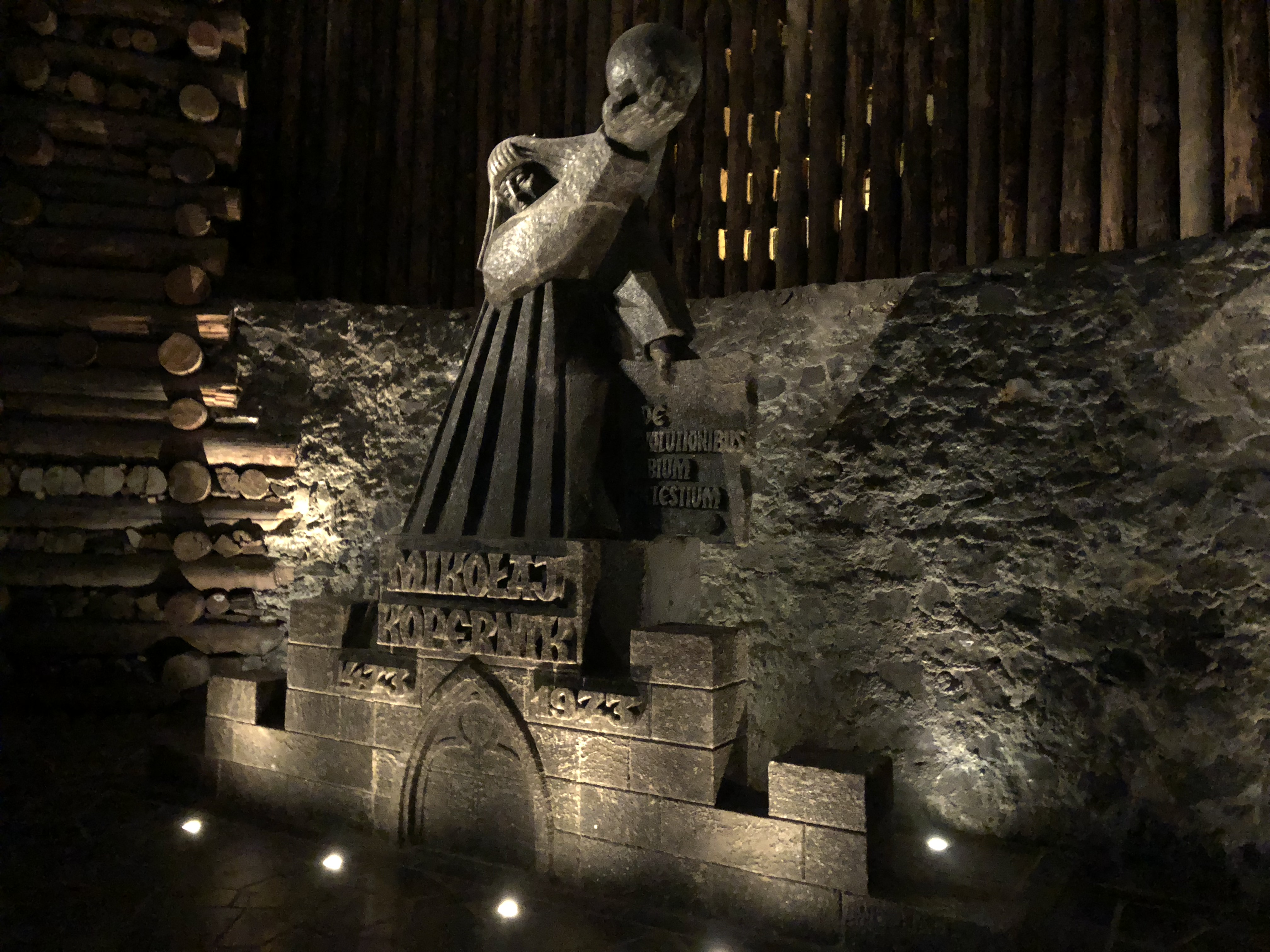
Памятник Николаю Копернику

Камера Николая Коперника содержит скульптуру, установленную в 500-летнюю годовщину со дня рождения астронома. Камера возникла в 1875 году.
Подземная часовня Святого Антония была создана в конце XVII века в глыбе зелёной соли. Первая служба в часовне прошла в 1698 году. Часовня сохранила свою форму, а также соляные скульптуры и алтарь, которые были почти разрушены из-за влажного воздуха. Среди скульптур находятся фигуры Распятого Христа, Божьей Матери с младенцем, Святого Антония.
Камера Казимира Великого появилась в первой половине XVIII века и получила своё название в 1968 году. Казимир Великий выпустил указ, регулирующий добычу и торговлю солью. В камере находится бюст короля.

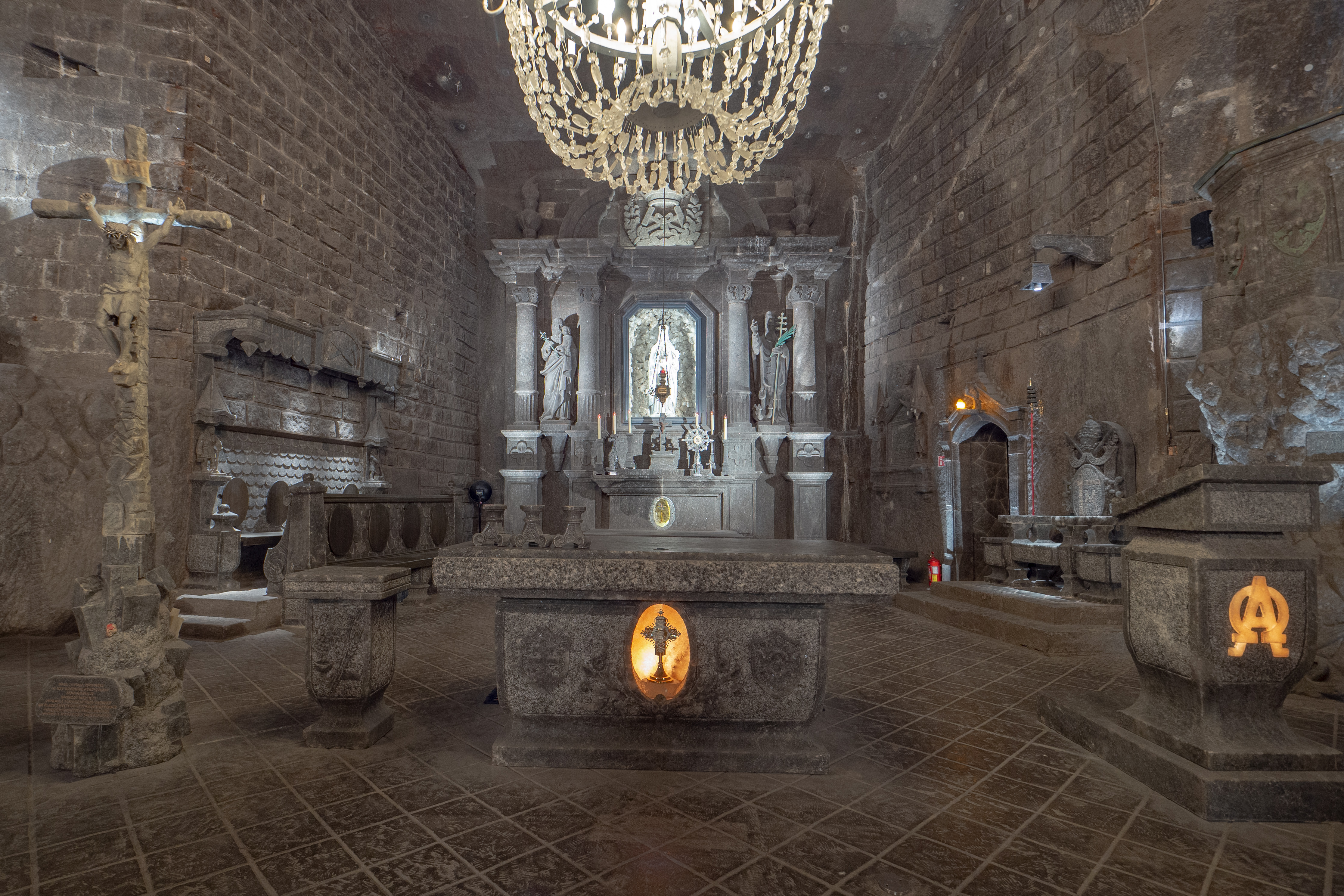
Часовня Святой Кинги

Часовня Святой Кинги была создана в 1896 году усилиями шахтёра Юзефа Марковского. Святая Кинга, покровительница соледобытчиков в Польше, была канонизирована Папой Иоанном Павлом II во время одного из его последних визитов в страну. Часовня расположена на глубине 101 метр, её размеры: длина — 54 метра, ширина — 15-18 метров, высота — 10-12 метров. В часовне расположены фигуры святой Кинги и других местных святых, соляная копия «Тайной вечери» Леонардо да Винчи, а также много других скульптур на религиозную тему. Часовню освещает люстра из соляных кристаллов. В часовне расположена соляная скульптура Иоанна Павла II. Все соляные скульптуры и пресвитерий часовни созданы известным польским скульптором Станиславом Анёлом. Часовня действующая.